# Кшекотовиці
Кшекотовиці (пол. Krzekotowice) — село в Польщі, у гміні Пемпово Гостинського повіту Великопольського воєводства.
Населення — 296 осіб (2011).
У 1975-1998 роках село належало до Лешненського воєводства.

## Демографія
Демографічна структура станом на 31 березня 2011 року:
|          | Загалом | Допрацездатний вік | Працездатний вік | Постпрацездатний вік |
| -------- | ------- | ------------------ | ---------------- | -------------------- |
| Чоловіки | 148     | 33                 | 98               | 17                   |
| Жінки    | 148     | 34                 | 84               | 30                   |
| Разом    | 296     | 67                 | 182              | 47                   |